# Жан Пол Блед
Жан Пол Блед (фр. Jean-Paul Bled; Париз, 1942) француски је историчар и специјалиста историје Немачке и средње Европе. Дуго година био је професор на Универзитету Париз—Сорбона, на којем је био на катедри за историју савремене Немачке и германских светова.
Инострани члан Српске академије наука и уметности од 5. новембра 2015. године.

## Биографија
Жан Пол Блед је предавао у Мецу (1966—1969), затим на Универзитету у Нанту (1969—1972) и на Институту за политичке студије у Стразбуру (1972—1995) пре него што је изабран за професора на Универзитету Париз—Сорбона. У Стразбуру је био директор германских студија од 1988. до 1999. године током које је потписао петицију против рата у Србији 1999. године.
Члан је бројних комитета и фондација, члан је Научног савета Фондације Шарл де Гол.

## Публикације
- François-Joseph, Fayard, 1987
- Les Fondements du Conservatisme autrichien, Publications de la Sorbonne, 1988
- Rodolphe et Mayerling, Fayard, 1989
- Les Lys en exil ou la seconde mort de l’Ancien régime, Fayard, 1992
- Histoire de Vienne, Fayard, 1998
- Une étrange défaite : le piège de Maastricht, F-X de Gibert, 1998
- Marie-Thérèse d’Autriche, Fayard, 2001
- Esilio Dei Gigli, LEG, 2003
- Frédéric le Grand, Fayard 2004
- Bismarck : de la Prusse à l'Allemagne, Alvik Editions, 2005
- Histoire de la Prusse, Fayard, 2007  978-2-213-62678-9
- La reine Louise de Prusse : une femme contre Napoléon, Fayard, 2008  978-2-213-63815-7
- Histoire de Munich, Fayard, 2009  978-2-213-62677-2
- Sous sa direction, Le Général de Gaulle et le monde arabe (préf. Jacques Chirac), Dar An-Nahar, 2009
- Bismarck, Perrin, 2011
- François-Ferdinand d'Autriche, Tallandier, 2012 (368 p.)  978-2847349702[6]
- L'agonie d'une monarchie : Autriche-Hongrie, 1914-1920, Tallandier 2014, (463 p.),  979-1021004405
- Les hommes d'Hitler, Perrin, 2015, 506 p.
- Marlène Dietrich, la scandaleuse de Berlin, Perrin, 2019, 380 p.
- Hindenburg. L'homme qui a conduit Hitler au pouvoir, Tallandier, 2020.

## Награде у признања
- Награда „Édouard-Bonnefous“ (2009);[1]
- Награда Фондације Pierre-Lafue (2006);[1]
- „Grand Prix Gobert“ (1988);[1]
- Награда „Edmond-Michelet“ (1978).[1]